# Mikko Kozarowitzky
Mikko Kozarowitzky és un pilot automobilístic nascut el 17 de maig de 1948 a Finlàndia que va participar en la Fórmula 1 conduint un cotxe de l'escuderia RAM a la temporada 1977.
Va participar en dos Grans Premis, el Gran Premi de Suècia de 1977 i el Gran Premi de la Gran Bretanya de 1977, no aconseguint classificar-se a cap els dos.

## Resultats a la F1
| Any  | Equip      | 1   | 2   | 3   | 4     | 5   | 6   | 7   | 8       | 9   | 10      | 11  | 12  | 13  | 14  | 15  | 16  | 17  | Equip      | WDC | Punts |
| ---- | ---------- | --- | --- | --- | ----- | --- | --- | --- | ------- | --- | ------- | --- | --- | --- | --- | --- | --- | --- | ---------- | --- | ----- |
| 1977 | RAM Racing | ARG | BRA | RSA | USAO. | ESP | MON | BEL | SUE DNQ | FRA | GBR DNQ | ALE | AUT | HOL | ITA | USA | CAN | JPN | RAM Racing | -   | 0     |